# 信川温泉站
信川溫泉站（韓語：신천온천역）是位于朝鮮民主主義人民共和國黃海南道信川郡温泉里的一個鐵路車站。屬於殷栗線。

## 歷史
- 1921年11月16日，落成使用。

## 邻近车站
殷栗線
白石站 - 信川溫泉站 - 信川站